# Naoya Urata
Naoya Urata (浦田直也?, Urata Naoya; Tokyo, 10 novembre 1982) è un cantante e ballerino giapponese ex membro più anziano e "leader" del gruppo musicale J-pop AAA ritirato il 31 dicembre 2019.
È alto 1,77m.
Prima di entrare a far parte del gruppo AAA, Urata faceva parte del corpo di ballo che accompagnava la popolare cantante Ayumi Hamasaki durante i tour Dome Tour e Stadium Tour. Era inoltre comparso nei video Grateful Days della Hamasaki, Tándem di Halcali e Eventful di Ami Suzuki. Nel 2007 ha inoltre partecipato come attore al film Heat Island.
Al di là della sua attività con gli AAA, Urata nel 2009 ha intrapreso una carriera parallela da cantante solista, ed ha pubblicato l'album Turn Over, a cui è seguito il singolo Dream On, che figura il featuring di Ayumi Hamasaki. Il singolo ha raggiunto la prima posizione della classifica dei singoli più venduti in Giappone.

## Discografia

### Album
- 2009 - Turn Over

### Singoli
- 2010 - Dream On (feat. Ayumi Hamasaki)